# Литунов, Фёдор Михайлович
Литунов Фёдор Михайлович — командир 4-й кавалерийской дивизии 1-й Конной армии, кавалер Ордена Красного Знамени.

## Биография
Родился в 1886 году в хуторе Большая Таловая, ныне Зерноградского района Ростовской области.
Родители Фёдора Михайловича: Михаил Степанович Литунов, Меланья Ивановна Литунова, переехали из Курской губернии в 80-х годах XIX века в хутор Большая Таловая. В семье, помимо Фёдора Михайловича, было 7 детей: Анна, Авдотья, Матвей, Андрей, Аксинья, Федора, Трифон.
Фёдор Михайлович служил в армии, затем участвовал в Первой Мировой Войне, произведён в унтер-офицеры за проявленное мужество в боях с немцами. Ф. М. Литунов был участником взятия Зимнего Дворца, после того как в 1917 году принял сторону большевиков.
В 1918 году, весной, Литунов Ф. М. был выбран Первым председателем сельского Совета в Большой Таловой. В годы гражданской войны Фёдор Михайлович создал в Большой Таловой партизанский отряд из своих земляков. Конники отряда Фёдора Литунова сражались против белогвардейцев. В июле 1918 года началась реорганизация партизанских отрядов в регулярные части. Фёдор Михайлович стал командиром 21-го кавалерийского полка, вошедшего в состав 4-й кавалерийской дивизии Семёна Михайловича Будённого.
В январе 1920 года Фёдор Михайлович, командир бригады Первой Конной армии, участвовал в освобождении Ростова-на-Дону.
Весной 1920 года Фёдор Литунов, находясь уже во главе 4-й кавалерийской дивизии 1-й конной Армии участвовал в боях с польскими войсками.
18 августа 1920 года, в одном из тяжелых боёв у города Львова Фёдор Михайлович погиб. Гроб с телом перевезли в его родной хутор, Большая Таловая, где Литунов Ф. М. был похоронен.

## Память
В 1939 году на собрании колхоза Путь красных партизан сподвижники Ф. М. Литунова подняли вопрос об увековечении памяти Фёдора Литунова. Предложение хуторян, назвать колхоз его именем, было единодушно поддержано. Ходатайство колхозников перед Народным комиссариатом обороны СССР о сооружении памятника Ф. М. Литунова было удовлетворено, и через несколько месяцев, в торжественной обстановке памятник Федору Михайловичу Литунову был открыт. На нем высечены слова: «Здесь похоронен легендарный герой гражданской войны, верный борец за дело коммунизма, командир 4-й кавдивизии Фёдор Михайлович Литунов». В 1985 году при въезде в Большую Таловую был установлен монумент Ф. М. Литунову и его сподвижникам.
В 1947 году смоленский писатель, Иосиф Михайлович Юдович, издал книгу «Литуновы», предисловие к которой написал маршал Советского Союза С. М. Будённый.
Сам Семён Михайлович Будённый в мемуарах «Пройденный путь» писал о Ф. М. Литунове:

Весь день продолжался штурм ближайших подступов [331] к Львову. Бои отличались невиданным ожесточением и кровопролитностью. Конармейцы потеряли счет своим атакам. Но противник держался очень упорно и, не считаясь с потерями, отстаивал каждую позицию.
Обе стороны несли тяжелые потери. У нас выбыло из строя много командиров и комиссаров. Из всех дивизий тянулись к Буску повозки, перегруженные ранеными. В полештарм пришла горькая весть о гибели прославленного начальника 4-й кавалерийской дивизии Ф. М. Литунова.
Федор Михайлович находился в наступавших цепях, сам возглавлял атаки то одной, то другой бригады. Стремительный, вездесущий, с обнаженной шашкой в руке, он скакал перед фронтом частей, ободряя бойцов, заражал их своим бесстрашием, непреклонной решимостью и верой в победу.
Вражеская пуля оборвала его жизнь в момент, когда он ставил задачу на атаку 2-й бригаде и сам был готов первым устремиться вперед. Противник зловеще молчал. Раздался всего лишь один выстрел, и голова Федора Михайловича склонилась, обагряя алой кровью переднюю луку седла и гриву коня. Стоявшие рядом комиссар дивизии В. И. Берлов и командир бригады И. В. Тюленев бережно сняли с седла тело начдива и положили на пулеметную тачанку.
За свою жизнь я видел немало храбрых людей. Но не у всех лихая отвага сочеталась с организаторским талантом, с умением сплотить десятки, сотни и тысячи бойцов в четко действующий коллектив, подчиненный единой воле. Литунов же был человеком, сочетавшим личное мужество с выдающимися организаторскими способностями. Гибель его была тяжелой утратой не только для нас, но и для всей Красной Армии, так как он по праву считался одним из храбрейших и талантливых командиров среди военачальников, выдвинутых нашей партией из глубинных низов народа.— 